# Saltonacris cymae
Saltonacris cymae är en insektsart som beskrevs av Marius Descamps 1976. Saltonacris cymae ingår i släktet Saltonacris och familjen gräshoppor. Inga underarter finns listade i Catalogue of Life.